# Élections parlementaires italiennes de 1968
Les élections parlementaires italiennes de 1968 (en italien : Elezioni politiche italiane del 1968) se tiennent les dimanche 19 et lundi 20 mai 1968, afin d'élire les 630 députés et les 315 sénateurs de la Ve législature de la Chambre des députés et du Sénat de la République.
Ce scrutin intervient au terme naturel de la IVe législature, marquée par une certaine stabilité puisque seuls deux présidents du Conseil se succèdent, dont Aldo Moro qui exercera la direction du gouvernement pendant plus de quatre ans et demi. Il gouverne avec l'appui du « centre gauche organique », qui associe la Démocratie chrétienne (DC) au Parti socialiste italien (PSI), au Parti social-démocrate italien (PSDI) et au Parti républicain italien (PRI).
Le scrutin de 1968 est marqué par une remontée de la DC, qui échoue cependant à repasser la barre des 40 %, et une nouvelle poussée du Parti communiste italien (PCI). En revanche, avec moins de 15 % des voix le nouveau Parti socialiste unifié (PSU), qui réunit le PSI et le PSDI, subit un net échec. Il le doit notamment au Parti socialiste italien d'unité prolétarienne (PSIUP), scission de gauche du PSI qui devance le Mouvement social italien (MSI).
Après que Mariano Rumor a échoué à remettre sur pied une majorité de centre gauche, le président Giuseppe Saragat en appelle à Giovanni Leone, qui reconstitue à la fin du mois de juin un cabinet minoritaire dans l'attente de la formation d'une nouvelle coalition gouvernementale.

## Contexte

### 1963: la DC cale
Aux élections parlementaires des 28 et 29 avril 1963, la Démocratie chrétienne (DC) — alors au pouvoir depuis 15 ans — subit un revers. Premier parti d'Italie avec 38,3 % des voix à la Chambre des députés et 34,9 % au Sénat de la République, elle passe pour la première sous le seuil des 40 % depuis la proclamation de la République.
Elle est suivie par le Parti communiste italien (PCI), qui totalise 25,3 % des suffrages exprimés à la Chambre et 23,5 % au Sénat. À l'exception du FDP en 1948, jamais le PCI n'était parvenu à capter le vote d'un électeur sur quatre au cours des élections parlementaires. Il s'impose ainsi dans deux nouvelles Régions — l'Ombrie et la Toscane — en plus de sa victoire habituelle en Émilie-Romagne. Le Parti socialiste italien (PSI) reste la troisième force de la scène politique en réunissant 13,8 % à la chambre basse et 14 % à la chambre haute.
Les plus petits partis enregistrent tous une percée importante. La plus forte poussée du scrutin revient au Parti libéral italien (PLI), qui parvient à obtenir 7 % des voix à la Chambre des députés et 7,5 % au Sénat de la République, augmentant sa représentation parlementaire de 37 sièges, soit une progression de 176 % de son nombre d'élus. Avec 6,1 % des suffrages exprimés à la Chambre et 6,3 % au Sénat, le Parti social-démocrate italien (PSDI) est lui aussi en hausse puisqu'il parvient à doubler la taille de ses deux groupes parlementaires. Il devance de peu le Mouvement social italien (MSI), qui remporte 5,1 % à la chambre basse et 5,2 % à la chambre haute, ce qui lui permet de multiplier par deux son nombre de sénateurs.

### Six mois de pouvoir de Giovanni Leone

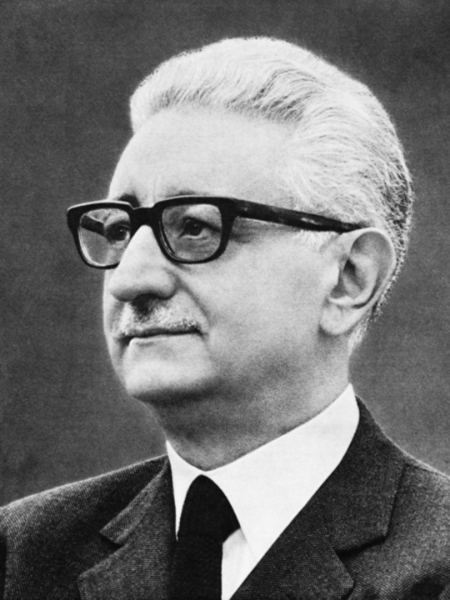
Giovanni Leone gouverne en attendant une coalition de centre gauche.

À l'ouverture de la IVe législature le 16 mai, le député démocrate chrétien de Naples Giovanni Leone est réélu président de la Chambre des députés par 346 voix favorables au premier tour, contre 138 au député communiste de Palerme Girolamo Li Causi et 95 bulletins blancs. En parallèle, le sénateur à vie indépendant Cesare Merzagora est réélu président du Sénat de la République par 233 suffrages en sa faveur et 74 votes blancs. Il est alors le premier sénateur non-élu à exercer la présidence de la chambre haute du Parlement italien.
Le 25 mai, le président de la République Antonio Segni donne au secrétaire de la DC et ancien ministre Aldo Moro mandat pour former le nouveau gouvernement, et celui-ci annonce son objectif de constituer une majorité de centre gauche avec le PSI, le PSDI et le Parti républicain italien (PRI). Après que le Parti socialiste a finalement renoncé à soutenir une telle formule, Moro renonce à sa mission au bout de trois semaines, le 18 juin.
Dès le lendemain, il confie un mandat exploratoire à Giovanni Leone, dont l'objectif est alors de constituer un gouvernement minoritaire monocolore de transition, bénéficiant du soutien sans participation du PSDI et du PRI, et de l'abstention du PSI. Il présente son cabinet uniquement formé de ministres issus de la DC trois jours plus tard, le 22 juin. Renonçant à présider la Chambre des députés, il est remplacé dans cette fonction par le vice-président Brunetto Bucciarelli-Ducci, élu le 26 juin avec 546 voix favorables.
Après moins de cinq mois de pouvoir, il remet sa démission à Antonio Segni le 5 novembre, afin de permettre la désignation d'un nouveau président du Conseil et la constitution d'une majorité de centre gauche.

### La longévité d'Aldo Moro

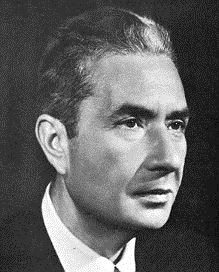
Aldo Moro gouverne plus de quatre ans avec l'appui du centre gauche.

À peins six jours plus tard, le président de la République confie à Aldo Moro le mandat de constituer un nouvel exécutif. Il parvient à conclure un accord de majorité avec le Parti socialiste, le Parti socialiste démocrate et le Parti républicain le 23 novembre et son premier gouvernement — dans lequel le socialiste Pietro Nenni est vice-président du Conseil et le social-démocrate Giuseppe Saragat ministre des Affaires étrangères — est assermenté le 5 décembre. Il marque la première participation du PSI à un exécutif depuis la proclamation de la République et la première collaboration de celui-ci avec le PSDI depuis leur scission en 1947. Cette première conduit d'ailleurs à une scission de la gauche du parti, qui forme le Parti socialiste italien d'unité prolétarienne (PSIUP), qui rassemble 25 députés et 10 sénateurs.
Le cabinet remet sa démission dès le 26 juin 1964, après avoir été mis en minorité lors de l'examen d'un chapitre du projet de loi de finances. Une semaine après, le chef de l'État demande au président du Conseil démissionnaire de reconstituer une équipe ministérielle. Le gouvernement Moro II prête serment un peu moins d'un mois après la crise ministérielle, le 23 juillet.
Le 7 août, alors qu'il s'entretient avec Moro et Saragat, le président de la République est victime d'un accident vasculaire cérébral. Il est remplacé à titre provisoire par le président du Sénat Cesare Merzagora trois jours plus tard, en application de l'article 86 de la Constitution. Alors que l'empêchement du chef de l'État dure depuis près de quatre mois, il annonce le 6 décembre qu'il se démet de ses fonctions avec effet immédiat. Le président de la Chambre des députés Brunetto Bucciarelli-Ducci convoque alors le collège électoral au palais Montecitorio le 16 décembre.
L'élection présidentielle oppose initialement Giovanni Leone de la DC, Umberto Terracini du PCI et Giuseppe Saragat du PSDI. À partir du 4e tour, une alternative apparaît chez les démocrates chrétiens en la personne d'Amintore Fanfani et au 8e tour, Saragat se retire. Le 10e tour voit Pietro Nenni postuler et deux tours plus tard, l'hypothèse Fanfani s'estompe. Leone renonce au 16e tour et Nenni reste seul candidat sans atteindre la majorité requise. Alors que Saragat fait son retour au 18e tour, le vice-président du Conseil renonce au 21e tour, permettant l'élection du ministre des Affaires étrangères avec 67,1 % des suffrages exprimés le 28 décembre. Il est assermenté dès le lendemain et devient alors le premier socialiste — au sens idéologique — à s'installer au palais du Quirinal.
Le gouvernement démissionne le 21 janvier 1966 après avoir perdu un vote sur une réforme scolaire. À peine quatre jours plus tard, le président du Conseil est invité par le chef de l'État à constituer un troisième exécutif. Il est le premier depuis Alcide De Gasperi à tenter de former trois cabinets consécutifs. Alors que les quatre partis de la majorité sortante s'accordent sur un nouveau pacte de coalition dès le 1er février, Moro renonce à son mandat exploratoire deux jours après. Le président Saragat lui demande toutefois le 11 février de sonder ses partenaires avant de confier un nouveau mandat exploratoire. Finalement le 17 février, le président de la République donne à nouveau au président du Conseil sortant la mission de mettre sur un pied un nouvel exécutif. Le gouvernement Moro III, dernier de la IVe législature, prête serment une semaine plus tard.

## Mode de scrutin

### Pour la Chambre des députés
La Chambre des députés (en italien : Camera dei Deputati) est élue au scrutin proportionnel plurinominal pour un mandat de cinq ans.
Le territoire italien est divisé en 32 circonscriptions, 31 plurinominales — qui comprennent toutes au moins deux provinces, sauf celles de Campobasso et Trieste — et la Vallée d'Aoste, qui n'élit qu'un représentant selon le scrutin uninominal majoritaire à un tour. Il n'y a pas de seuil électoral.
Le jour du vote, chaque électeur choisit dans sa circonscription une liste de candidats, et peut émettre jusqu'à quatre votes de préférence. À l'issue du scrutin, les sièges sont répartis à la proportionnelle d'Impériali et attribués en priorité aux candidats ayant reçu le plus grand nombre de voix préférentielles.
Les sièges qui n'ont pas été attribués et les voix qui n'ont pas été utilisées sont ensuite rassemblés au niveau national et distribués à la proportionnelle de Hare entre les formations politiques qui ont obtenu un député de circonscription ou 300 000 voix nationalement. Ces mandats de députés sont ensuite attribués, pour les partis qui en bénéficient, dans les circonscriptions où ils comptent le plus de votes résiduels.

### Pour le Sénat de la République
Le Sénat de la République (en italien : Senato della Repubblica) est élu au scrutin proportionnel plurinominal pour un mandat de cinq ans par les Italiens âgés d'au moins 25 ans.
Le territoire italien est divisé en 20 circonscriptions qui correspondent aux régions, 19 plurinominales et la Vallée d'Aoste, qui n'élit qu'un parlementaire selon le scrutin uninominal majoritaire à un tour. Conformément à l'article 57 de la Constitution de 1948, chaque région dispose d'au moins sept sénateurs, sauf le Molise qui en a deux. Il n'y a pas de seuil électoral.
Les circonscriptions sont divisées en un certain nombre de collèges électoraux (238 au total). Pour l'emporter dans un collège, un candidat doit réunir un nombre de suffrages équivalent à 65 % des votants au moins. Pour les collèges où ce seuil n'est pas atteint (312 sur 315 en 1963), les voix de chaque candidat sont regroupées par parti, au niveau régional, et les sièges à pourvoir sont distribués à la proportionnelle d'Hondt. Les mandats sont attribués, pour chaque parti, aux candidats ayant le plus fort quotient individuel (qui correspond au ratio entre les suffrages obtenus et le nombre de votants dans les différents collèges électoraux).

## Campagne

### Principales forces politiques
| Parti | Parti                                                | Idéologie                                                  | Dirigeant            |
| ----- | ---------------------------------------------------- | ---------------------------------------------------------- | -------------------- |
|       | Démocratie chrétienne Democrazia Cristiana           | Centre Démocratie chrétienne, antifascisme, anticommunisme | Mariano Rumor        |
|       | Parti communiste italien Partito Comunista Italiano  | Gauche Communisme, eurocommunisme, marxisme-léninisme      | Luigi Longo          |
|       | Parti socialiste unifié Partito Socialista Unificato | Centre gauche Social-démocratie, socialisme démocratique   | Francesco De Martino |
|       | Parti libéral italien Partito Liberale Italiano      | Centre droit Libéralisme, libérisme                        | Giovanni Malagodi    |
|       | Mouvement social italien Movimento Sociale Italiano  | Extrême droite Néofascisme, nationalisme, anticommunisme   | Arturo Michelini     |

## Résultats

### Chambre des députés
|                          |                                                        |            |       |        |               |  |  |  |  |  |  |  |  |  |
| Parti                    | Parti                                                  | Voix       | %     | Sièges | +/-           |  |  |  |  |  |  |  |  |  |
|                          | Démocratie chrétienne (DC)                             | 12 437 848 | 39,12 | 266    | 6             |  |  |  |  |  |  |  |  |  |
|                          | Parti communiste italien (PCI)                         | 8 551 347  | 26,90 | 177    | 11            |  |  |  |  |  |  |  |  |  |
|                          | Parti socialiste unifié (PSU)                          | 4 603 192  | 14,48 | 91     | 29            |  |  |  |  |  |  |  |  |  |
|                          | Parti libéral italien (PLI)                            | 1 850 650  | 5,82  | 31     | 8             |  |  |  |  |  |  |  |  |  |
|                          | Parti socialiste italien d'unité prolétarienne (PSIUP) | 1 414 697  | 4,45  | 23     | 23            |  |  |  |  |  |  |  |  |  |
|                          | Mouvement social italien (MSI)                         | 1 414 036  | 4,45  | 24     | 3             |  |  |  |  |  |  |  |  |  |
|                          | Parti républicain italien (PRI)                        | 626 533    | 1,97  | 9      | 3             |  |  |  |  |  |  |  |  |  |
|                          | Parti démocratique italien d'unité monarchiste (PDIUM) | 414 507    | 1,30  | 6      | 2             |  |  |  |  |  |  |  |  |  |
|                          | Parti populaire sud-tyrolien (SVP)                     | 324 627    | 0,48  | 3      | en stagnation |  |  |  |  |  |  |  |  |  |
|                          | Autres                                                 | 477 618    | 1,02  | 0      | 1             |  |  |  |  |  |  |  |  |  |
|                          |                                                        |            |       |        |               |  |  |  |  |  |  |  |  |  |
| Votes valides            | Votes valides                                          | 31 790 428 | 96,33 |        |               |  |  |  |  |  |  |  |  |  |
| Votes blancs et nuls     | Votes blancs et nuls                                   | 1 211 216  | 3,67  |        |               |  |  |  |  |  |  |  |  |  |
| Total                    | Total                                                  | 33 001 644 | 100   | 630    | en stagnation |  |  |  |  |  |  |  |  |  |
| Abstention               | Abstention                                             | 2 564 849  | 7,21  |        |               |  |  |  |  |  |  |  |  |  |
| Inscrits / participation | Inscrits / participation                               | 35 566 493 | 92,79 |        |               |  |  |  |  |  |  |  |  |  |

### Sénat de la République
|                          |                                                        |                 |                 |        |               |  |  |  |  |  |  |  |  |  |
| Parti                    | Parti                                                  | Voix            | %               | Sièges | +/-           |  |  |  |  |  |  |  |  |  |
|                          | Démocratie chrétienne (DC)                             | 10 972 114      | 38,34           | 135    | 3             |  |  |  |  |  |  |  |  |  |
|                          | Parti communiste italien (PCI)                         | 8 585 601       | 30,00           | 77     | 7             |  |  |  |  |  |  |  |  |  |
|                          | Parti socialiste italien d'unité prolétarienne (PSIUP) | 8 585 601       | 30,00           | 13     | 13            |  |  |  |  |  |  |  |  |  |
|                          | Gauche indépendante (SI)                               | 8 585 601       | 30,00           | 11     | 11            |  |  |  |  |  |  |  |  |  |
|                          | Parti socialiste unifié (PSU)                          | 4 354 906       | 15,22           | 46     | 12            |  |  |  |  |  |  |  |  |  |
|                          | Parti libéral italien (PLI)                            | 1 943 795       | 6,79            | 16     | 2             |  |  |  |  |  |  |  |  |  |
|                          | Mouvement social italien (MSI)                         | 1 304 847       | 4,56            | 11     | 4             |  |  |  |  |  |  |  |  |  |
|                          | Parti républicain italien (PRI)                        | 622 388         | 2,17            | 2      | 1             |  |  |  |  |  |  |  |  |  |
|                          | Parti démocratique italien d'unité monarchiste (PDIUM) | 312 702         | 1,09            | 2      | en stagnation |  |  |  |  |  |  |  |  |  |
|                          | Autres                                                 | 519 668         | 1,82            | 2      | 3             |  |  |  |  |  |  |  |  |  |
|                          | Sénateurs à vie                                        | Sénateurs à vie | Sénateurs à vie | 7      | en stagnation |  |  |  |  |  |  |  |  |  |
|                          |                                                        |                 |                 |        |               |  |  |  |  |  |  |  |  |  |
| Votes valides            | Votes valides                                          | 28 616 021      | 94,59           |        |               |  |  |  |  |  |  |  |  |  |
| Votes blancs et nuls     | Votes blancs et nuls                                   | 1 636 900       | 5,41            |        |               |  |  |  |  |  |  |  |  |  |
| Total                    | Total                                                  | 30 252 921      | 100             | 322    | en stagnation |  |  |  |  |  |  |  |  |  |
| Abstention               | Abstention                                             | 2 264 717       | 6,96            |        |               |  |  |  |  |  |  |  |  |  |
| Inscrits / participation | Inscrits / participation                               | 32 517 638      | 93,04           |        |               |  |  |  |  |  |  |  |  |  |

## Analyse
La participation reste stable pour ces cinquièmes élections parlementaires républicaines, enregistrant un tout petit recul de seulement 0,1 point. Toujours premier parti d'Italie, la DC se rétablit après sa forte chute cinq ans plus tôt en reconquérant dix sièges de parlementaire au total, mais elle échoue à repasser au-dessus des 40 % des voix. Le PCI — associé au PSIUP au Sénat — est lui toujours en dynamique : gagnant 28 nouveaux élus dans les deux chambres, il devance la DC dans la circonscription de Pise à la chambre basse et en Ligurie à la chambre haute. C'est ainsi la première fois depuis la proclamation de la République que les communistes s'imposent en dehors des « Régions rouges » d'Émilie-Romagne, Ombrie et Toscane.
Principal perdant de ce scrutin, le Parti socialiste unifié (PSU) ne capitalise ni sur ses quatre ans et demi de participation au gouvernement ni sur la fusion des deux formations de la famille socialiste. En comparaison du total du PSI et du PSDI cinq ans plus tôt, il enregistre une fuite d'un quart de ses électeurs, ce qui amène à la perte de 25 % de ses députés et 20 % de ses sénateurs. Puisque le PRI gagne quelques sièges, le PSU est la seule force politique qui ne profite pas du bilan d'Aldo Moro.
C'est le PSIUP qui profite de ce recul du PSU, puisqu'il remporte presque autant de sièges à la chambre basse que le PSU n'en perd, tout comme à la chambre haute. Cette percée maintient le MSI à la cinquième place des forces politiques et ce dernier connaît une petite contre-performance, abandonnant tout de même un quart de ses sénateurs.

Carte de résultats des élections de 1968.
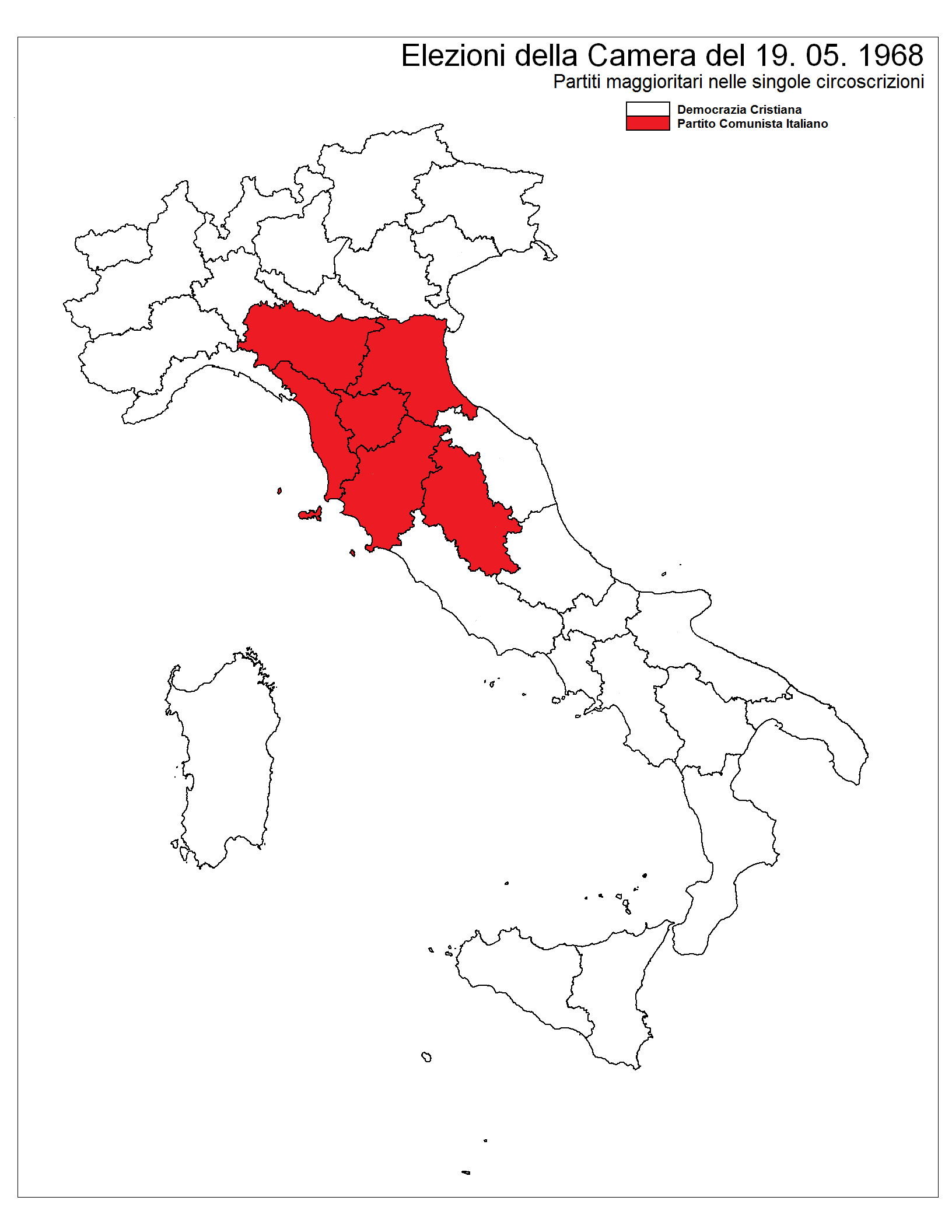
Parti en tête par circonscription à la Chambre des députés.
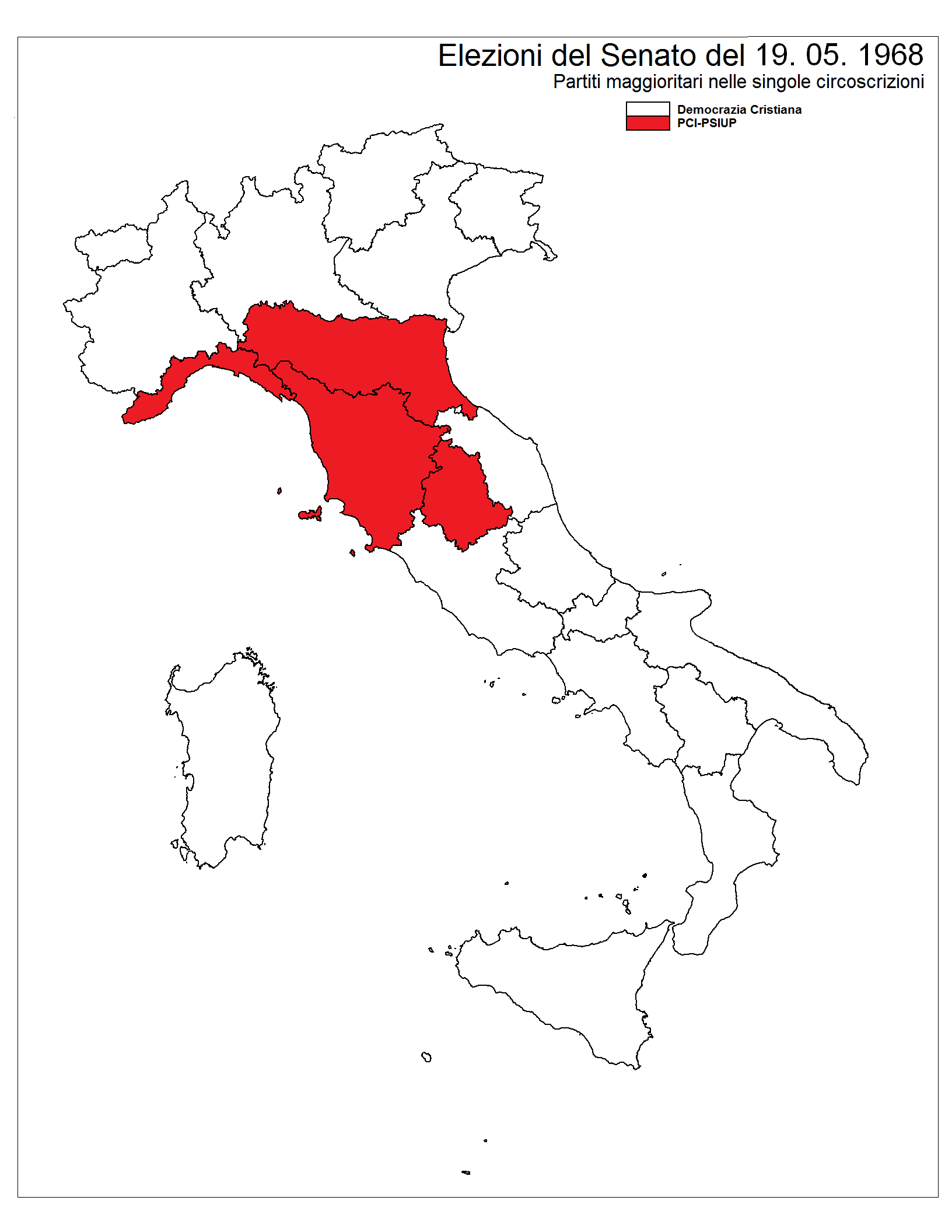
Parti en tête par circonscription au Sénat de la République.
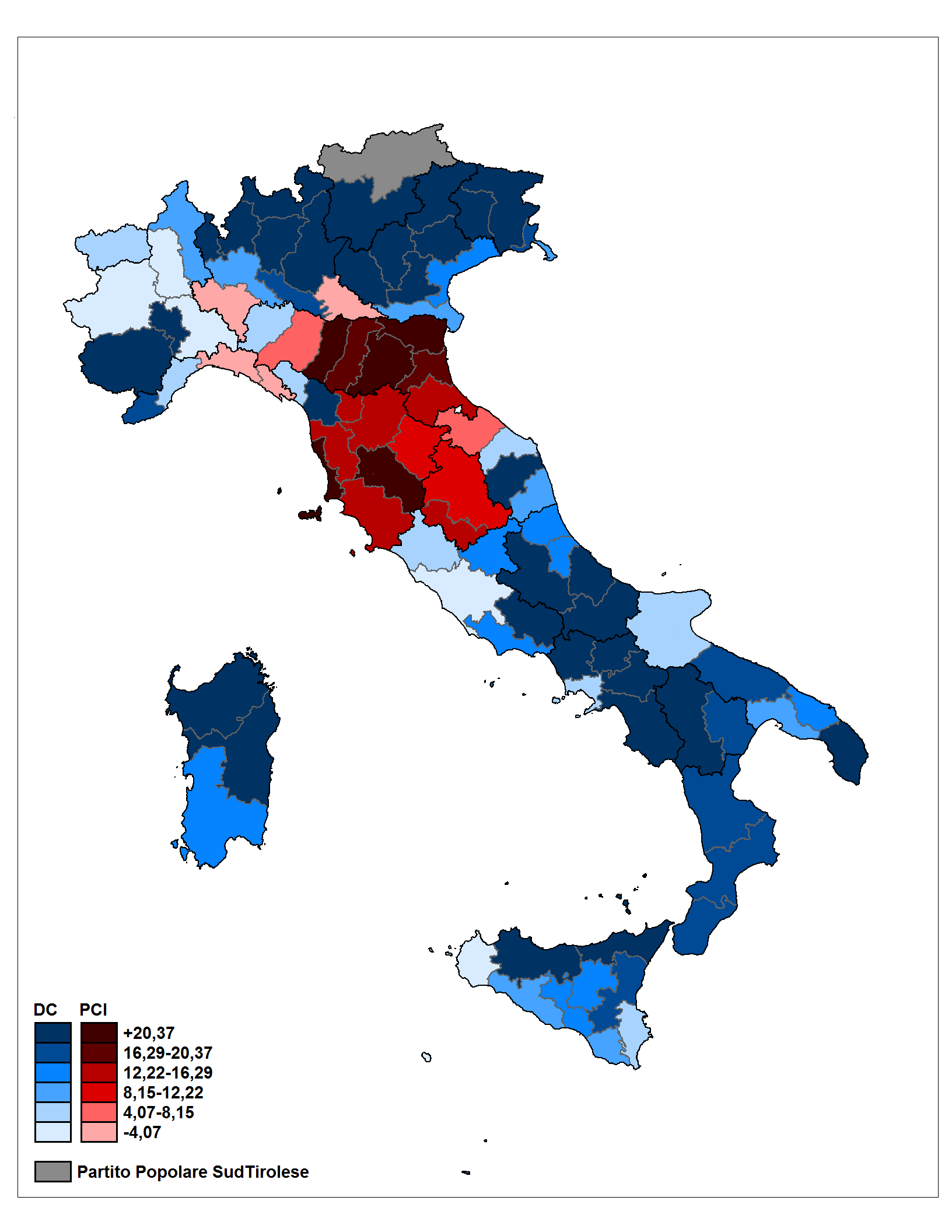
Écart entre la DC et le PCI par province à la Chambre des députés.

## Conséquences

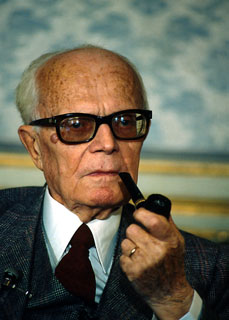
Sandro Pertini est le premier socialiste à présider une chambre du Parlement.

Malgré la chute du PSU, le centre gauche au pouvoir depuis quatre ans et demi reste nettement majoritaire dans les deux chambres.
À l'ouverture de la Ve législature le 5 juin 1968, le député socialiste de Gênes Sandro Pertini est élu président de la Chambre des députés par 364 voix favorables et 215 bulletins blancs. C'est la première fois que la présidence de la chambre basse du Parlement ne revient pas à un membre de la Démocratie chrétienne. Parallèlement, le sénateur démocrate chrétien de Toscane Amintore Fanfani est désigné président du Sénat de la République par 181 suffrages en sa faveur contre 127 votes blancs.
Le 10 juin, le président de la République Giuseppe Saragat charge le secrétaire de la DC et ancien ministre de l'Intérieur Mariano Rumor de former une nouvelle majorité. Il abandonne au bout de deux jours, après que le PSU a fait connaître son opposition à la recomposition d'une majorité de centre gauche.
Le chef de l'État confie à l'ancien président de la Chambre des députés puis président du Conseil Giovanni Leone, nommé sénateur à vie moins d'un an plus tôt, un mandat exploratoire le 18 juin, avec l'objectif de constituer comme en 1963 un cabinet transitoire en attendant de pouvoir mettre sur pied une coalition plus large. Le 25 juin, il présente un gouvernement minoritaire monocolore qui est aussitôt assermenté.